# مارف وينكلر
مارف وينكلر (بالإنجليزية: Marv Winkler)‏ مواليد 18 فبراير 1948 في إنديانابوليس، هو لاعب كرة سلة أمريكي سابق. بدأ مسيرته الاحترافية في سنة 1970. تم اختياره من قبل فريق ميلووكي باكز خلال الدرافت. يبلغ طوله 6 قدم 1 بوصة (1.9 م). اعتزل اللعب في 1972. فاز بلقب دوري إن بي إيه. لعب مع ميلووكي باكز وانديانا بايسرز.

## روابط خارجية
- مارف وينكلر على موقع إن بي أي (الإنجليزية)
- مارف وينكلر على موقع سبورتس رفرنس (الإنجليزية)
- مارف وينكلر على موقع ريلجم (الإنجليزية)
- مارف وينكلر على موقع بروبوليرز (الإنجليزية)